# Malacothamnus fasciculatus
Malacothamnus fasciculatus är en malvaväxtart som först beskrevs av Thomas Nuttall, John Torrey och Gray, och fick sitt nu gällande namn av Edward Lee Greene. Malacothamnus fasciculatus ingår i släktet Malacothamnus och familjen malvaväxter. Inga underarter finns listade i Catalogue of Life.

## Bildgalleri

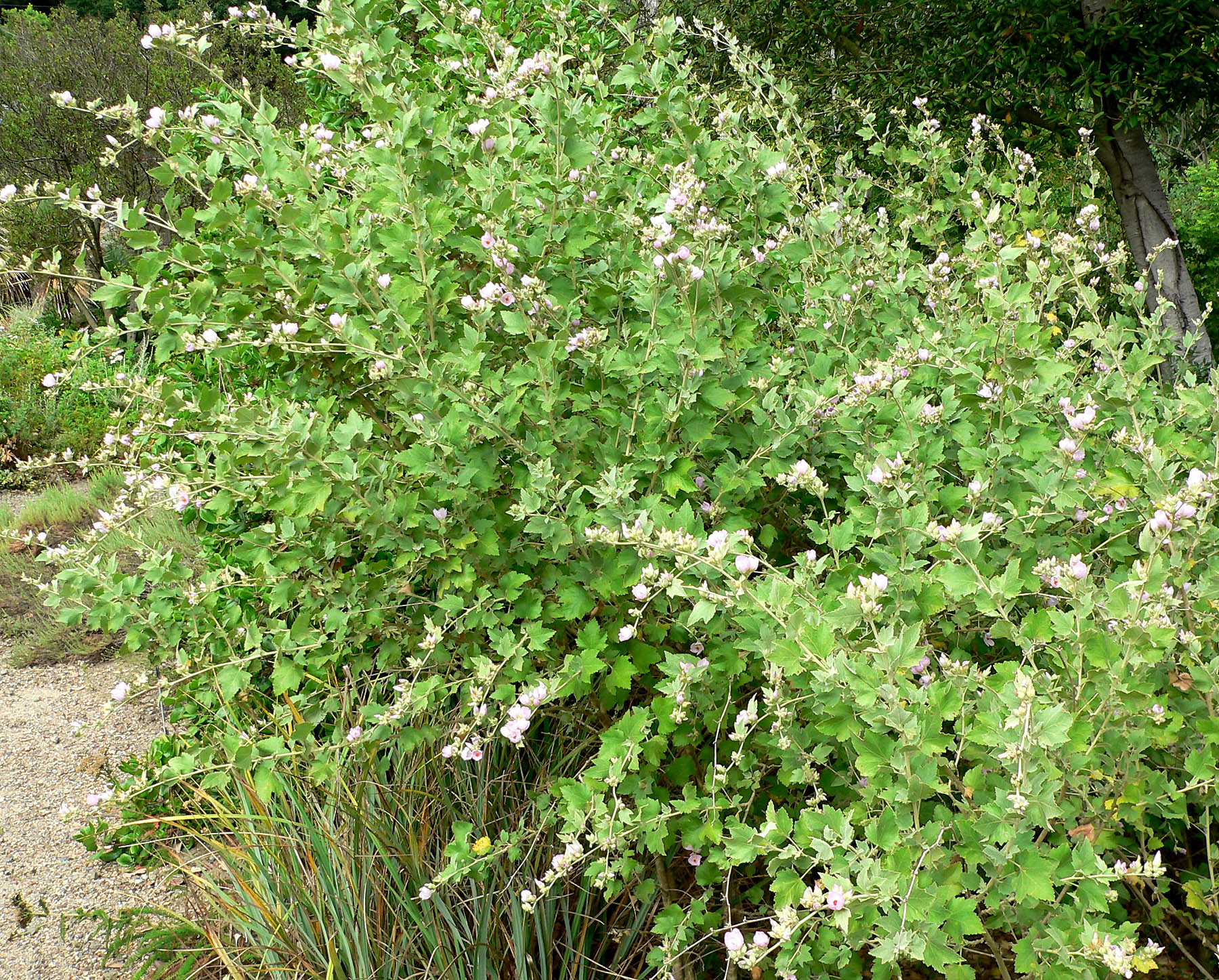
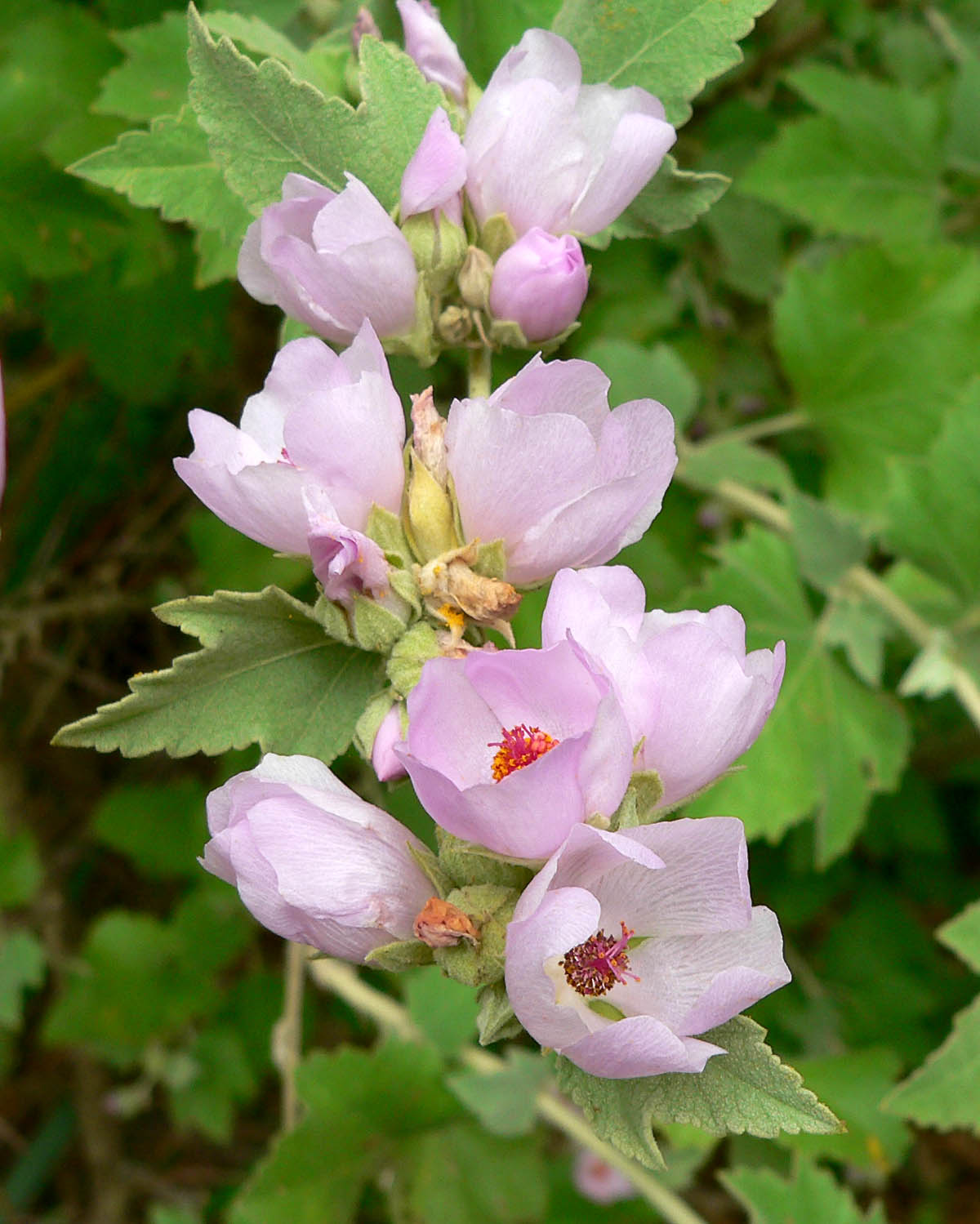
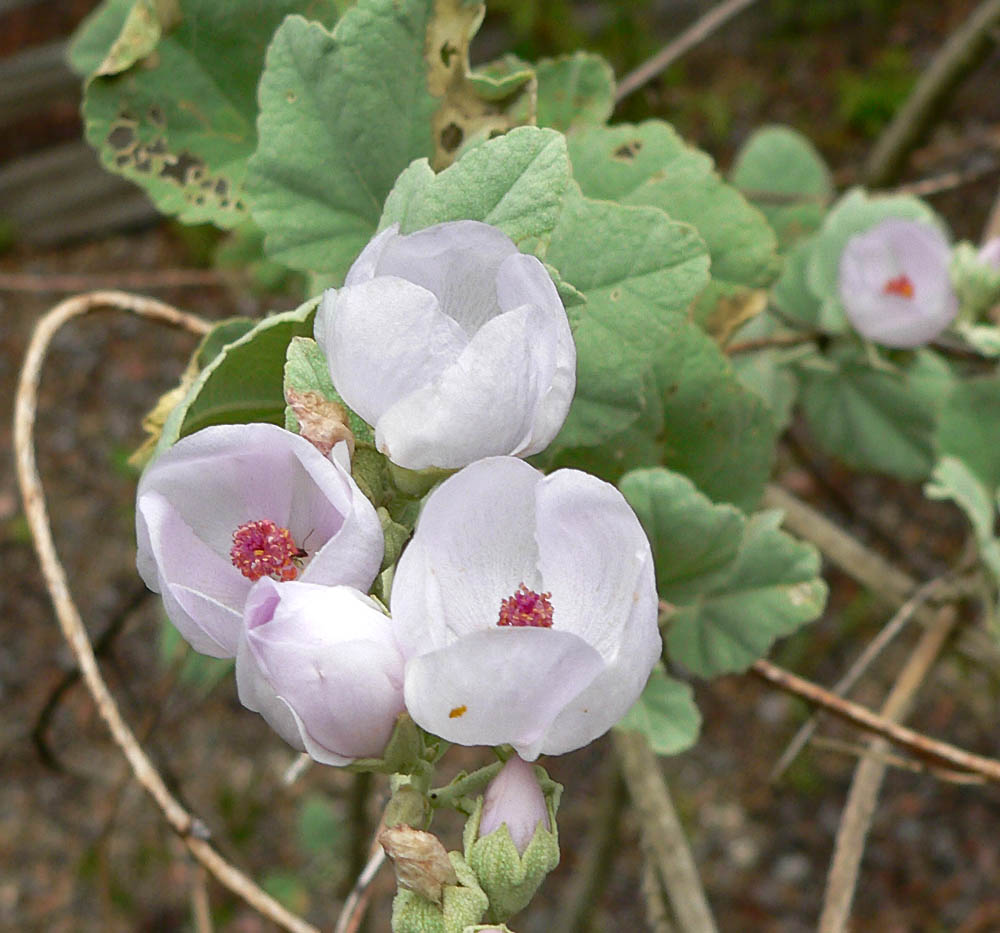
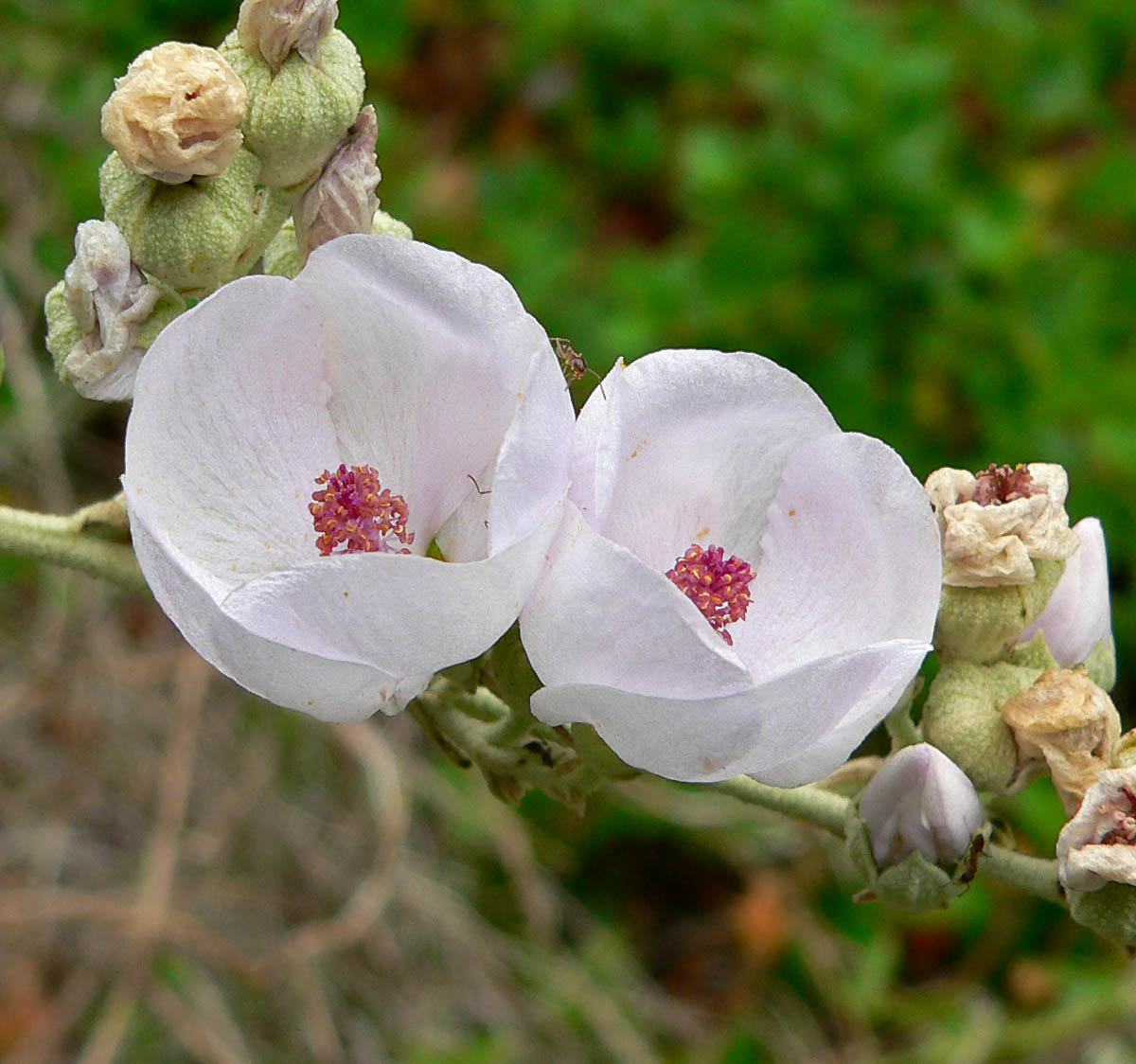
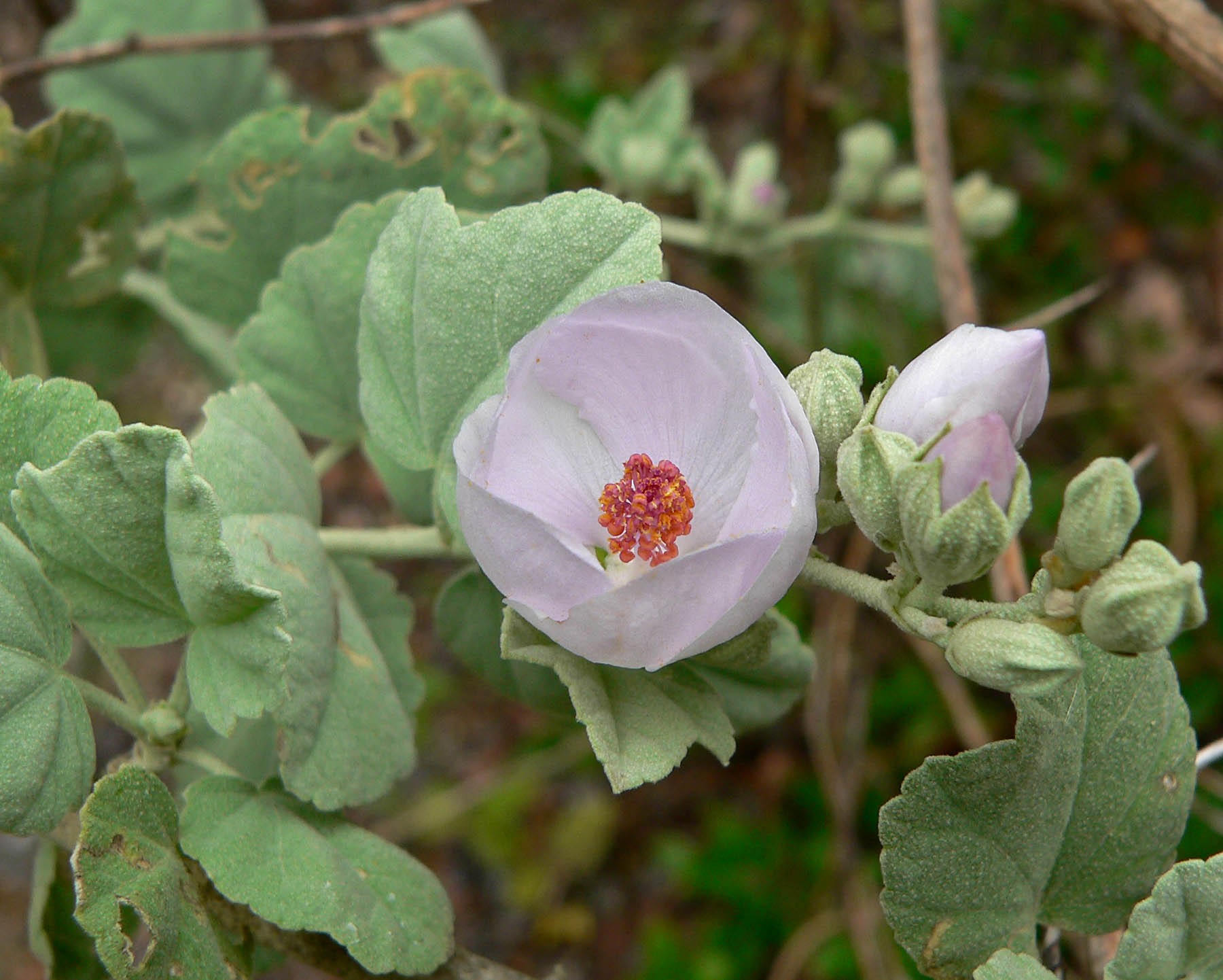
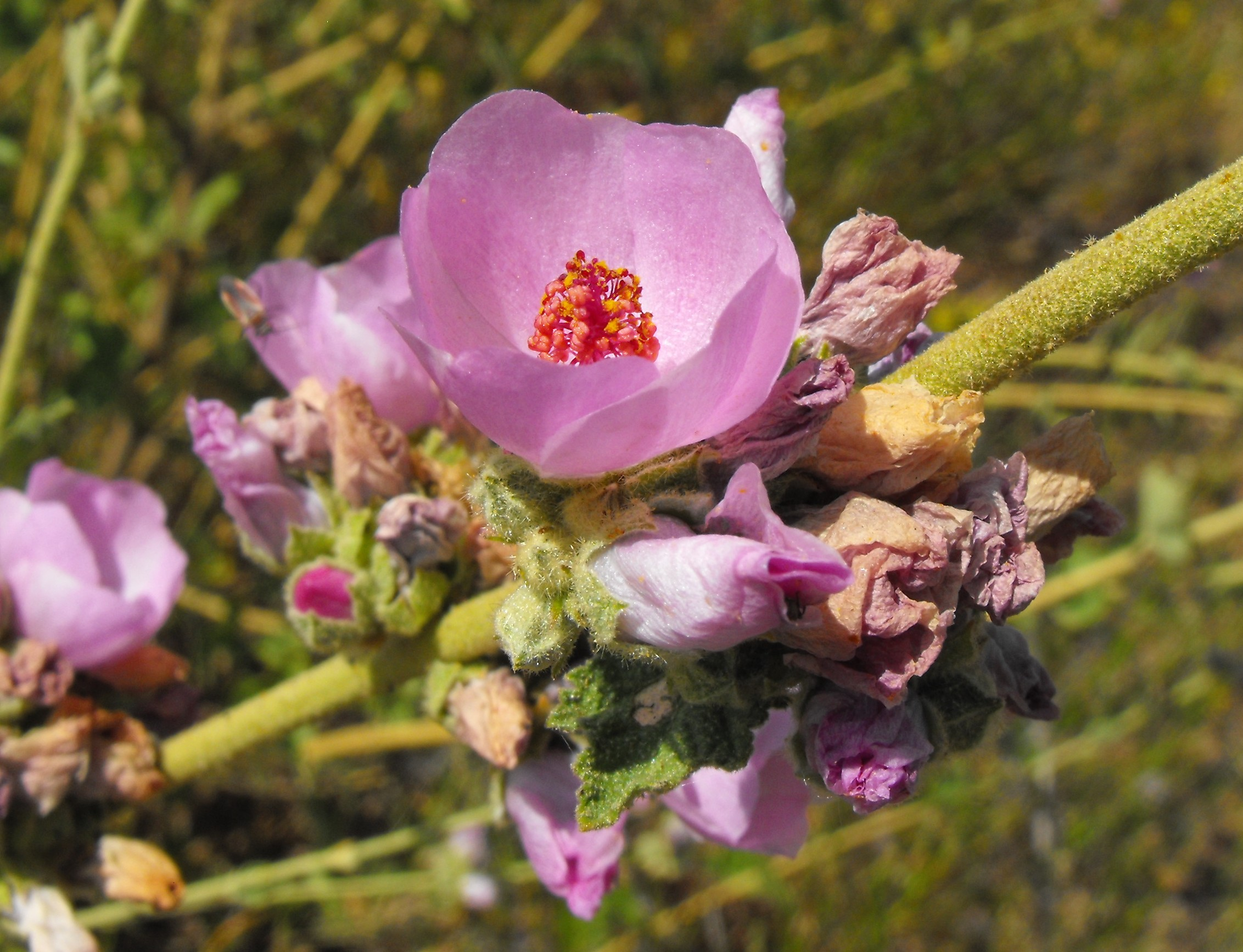